# Venturia helvetica
Venturia helvetica är en svampart som beskrevs av Nüesch 1960. Venturia helvetica ingår i släktet Venturia och familjen Venturiaceae.   Inga underarter finns listade i Catalogue of Life.